# Ko (kana)
Ko (romanização do hiragana こ ou katakana コ) é um dos kana japoneses que representam um mora. No sistema moderno da ordem alfabética japonesa (Gojūon), ele ocupa a 10.ª posição do alfabeto, entre Ke e Sa.
O caractere pode ser combinado a um dakuten, para formar o ご em hiragana, ゴ em katakana e go em romaji.
こ e コ originaram-se do kanji 己.
| Forma                        | Romaji          | Hiragana                   | Katakana                   |
| ---------------------------- | --------------- | -------------------------- | -------------------------- |
| k- (か行 ka-gyō)             | ko              | こ                         | コ                         |
| k- (か行 ka-gyō)             | kou koo kō, koh | こう, こぅ こお, こぉ こー | コウ, コゥ コオ, コォ コー |
| Com dakuten g- (が行 ga-gyō) | go              | ご                         | ゴ                         |
| Com dakuten g- (が行 ga-gyō) | gou goo gō, goh | ごう, ごぅ ごお, ごぉ ごー | ゴウ, ゴゥ ゴオ, ゴォ ゴー |

## Formas alternativas
No Braile japonês, こ ou コ são representados como:
| － | ●  |
| ●  | － |
| － | ●  |

O Código Morse para こ ou コ é: －－－－

## Traços

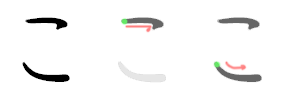
Seqüência de traços para escrita do こ

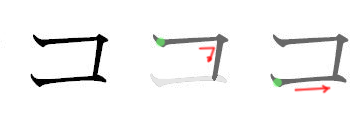
Seqüência de traços para escrita do コ